# 亨利·亚当斯
亨利·亚当斯（英語：Henry Adams，1813年—1877年）是英格兰貝類學家和博物学家。
亨利·亚当斯的父亲是英国海关的建筑师。他的弟弟阿瑟跟随皇家海军远洋亚洲，他则继承了父亲的职业。他和弟弟阿瑟·亚当斯合著了关于软体动物的丛书，分有3卷，于1858年出版。